# 礼文島
礼文島（れぶんとう）は、北海道の北部、稚内の西方60キロメートルの日本海上に位置する島。礼文郡礼文町に属する。
礼文水道を挟んで利尻島の北西に位置する。冷涼な気候により海抜0メートル地帯から200種類以上の高山植物が咲き乱れているため別名花の浮島と呼ばれている。利尻島および本土のサロベツ原野とともに利尻礼文サロベツ国立公園に指定されている。
人口は2025年（令和7年）5月1日現在、2,182人（男性1,119人/女性1,063人）
。礼文島の北部は樹木が少なくササ原となっているのは明治期の薪材の伐り出しや、度重なる山火事によって樹木が消失したことによる。

## 島名の由来
アイヌ語では「沖の・島」を表す「レプンシㇼ（repun-sir）」「レプイシㇼ（repuy-sir）」と呼ばれ、日本語名はこの「レプン」に字を当てたものである。
アイヌ語研究者の山田秀三は利尻島の沖にあるためついた名としている。

## 地理

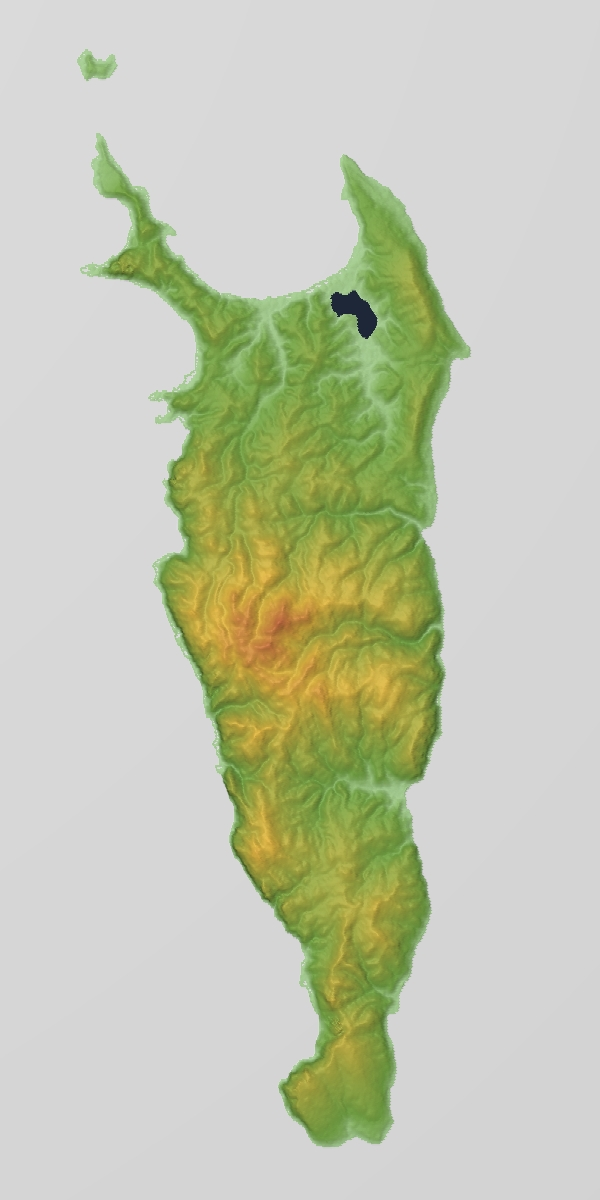
礼文島の地形図

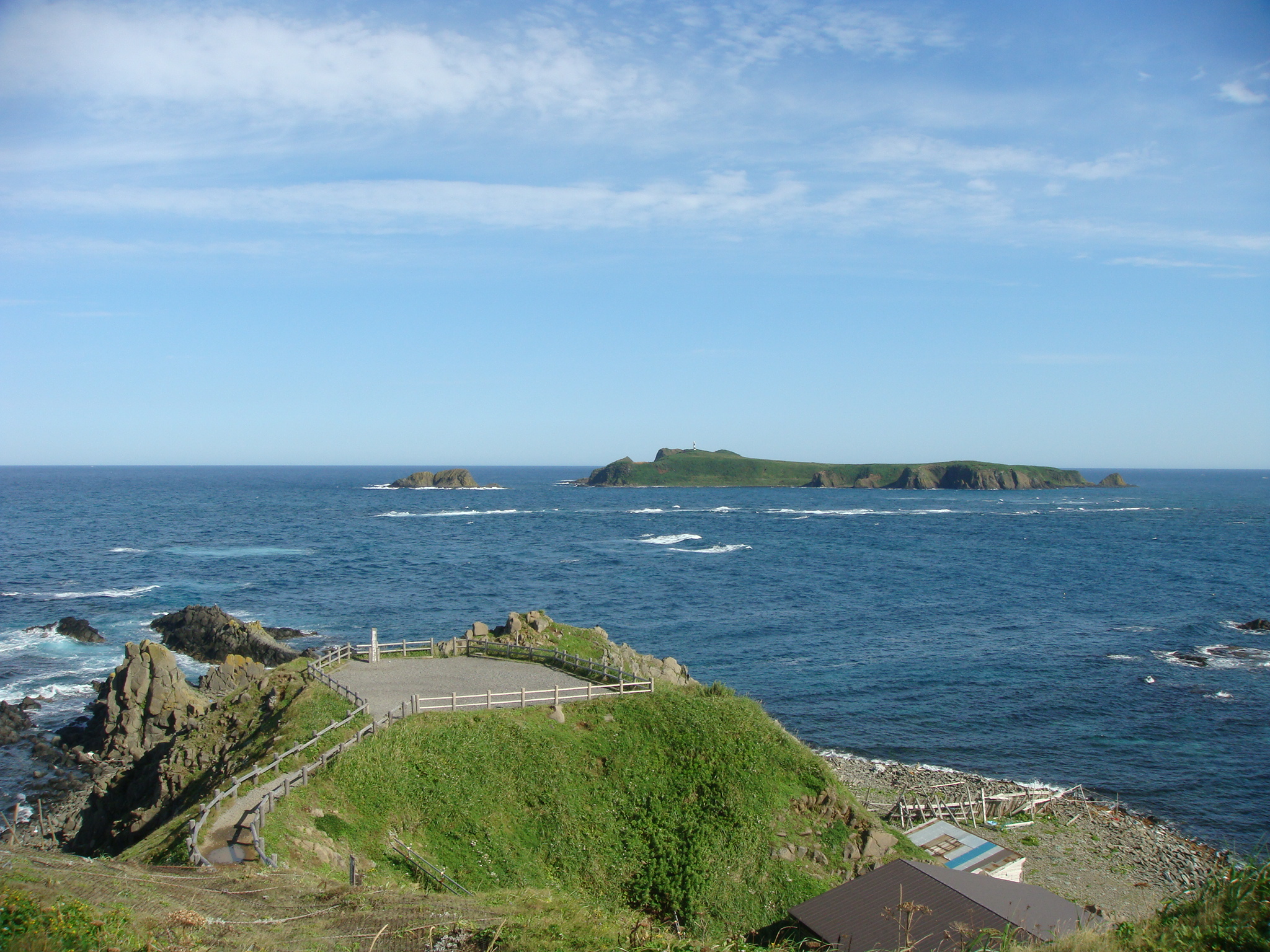
スコトン岬とトド島

日本最北端の有人島（北海道本土や北方領土を除く）。東西約7.9キロメートル、南北約25.8キロメートル、周囲約72キロメートル。スコトン岬と金田ノ岬の間に直径5キロメートルの半円形の船泊湾がある。最高地点は礼文岳（標高490メートル）。スコトン岬の北方約1キロメートルにはトド島と呼ばれる小島がある。

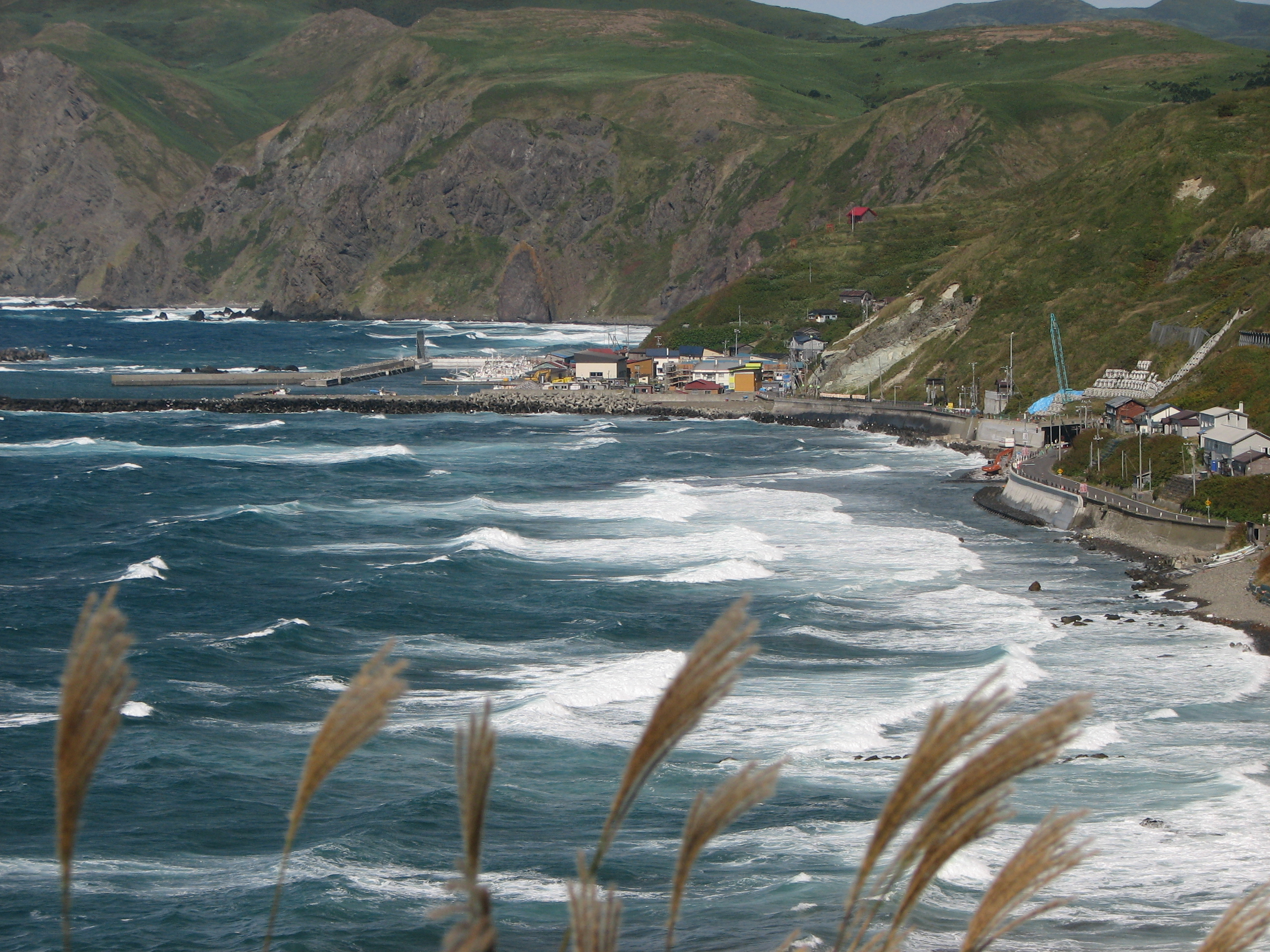
桃岩荘辺りから見る元地漁港

海蝕崖、低標高の寒地であり、高山性植物群落が見られ、地形は周氷河地形である。丘陵性地形の離島である。島の北部と南部に標高100メートル前後の第四紀更新世の海岸段丘が見られる。
集落は東海岸と北部・南部にまとまっており、西海岸には元地（もとち）・宇遠内（うえんない）・西上泊（にしうえどまり）・鉄府（てっぷ）の各集落がある。中心集落である香深（かぶか、かふか）・船泊（ふなどまり）をはじめ島の東海岸・北部は比較的開けている。島を縦断する車道は東海岸にあり北部 - 東部 - 南部に通じているが、西海岸を縦断する道は車両の通行が不可能な林道のみとなっている。島のほぼ中央部分を礼文林道という未舗装の道が通っている。
島の北部には久種湖（くしゅこ）という淡水湖がある。

### 地形・地質

礼文島の空中写真。2014年9月3日撮影の146枚を合成作成。
。

白亜紀 - 新第三紀中新世に海底で堆積した砂岩や泥岩、火山岩の地層が見られる。また地蔵岩の周辺から1億1,150万年前のアンモナイトの化石が見つかっており、新第三紀中新世の地層は、主に海底火山の残骸からで、スコトン岬や知床に露出が見られる。白亜紀の地層は、礼文岳を中心とした島のほぼ中心に露出し、また桃岩は、約1,300万年前のマグマが海底下で固結したものである。以上のことから、礼文島の形成場所は海底と考えられている。礼文島が南北に伸びているのは島の骨格をなす白亜紀の地層が南北に褶曲したためである。
至る所に安山岩、玄武岩の柱状節理が岩脈として現れている。また化石やケイ岩、火打石（レブンメノウ）を数多く産出している。

### 気候
ケッペンの気候区分では亜寒帯湿潤気候 (Df) に属している。海洋性気候という立ち位置で冬場は-16℃を下回らないかわりにリマン海流の影響で日中でも気温が上がらず最高気温は1月 - 2月で-3℃ほど。2010年2月3日には最高気温が-12.5℃という日中の冷え込みを記録している。
西海岸は地形が険しく、また西からの強い季節風が年中吹き付けて気候が厳しいため、高い木の生えない荒涼とした笹地が多い。
- 過去最高気温：31.0℃（1989年7月26日）船泊地区
- 過去最低気温：-19.4℃（1978年2月16日） 船泊地区
- 年間降水量：最多1,247ミリメートル（1999年）船泊地区、最少709ミリメートル（1979年）船泊地区
- 日最大降水量:最多111ミリメートル（2007年8月1日）幌泊地区
- 最大瞬間風速:29.9m/s（2010年9月29日）香深地区

気象庁過去の気象データより

## 動植物

### 動物相
鳥類はコマドリ、ノゴマ、ウグイス、エゾセンニュウ、シマセンニュウがおり、久種湖周辺にはアマサギ、オオジシギ、タゲリ、ヤツガシラなどが見られるときもある。海岸ではウミウ、ウミネコ、オオセグロカモメが生息している。
哺乳類では、ヒグマやエゾシカ、キツネは生息しておらず（キツネの歴史については「歴史」節で後述）、ニホンイタチ（移入種）、シマリス、ヤチネズミ、トガリネズミ、コウモリが島内には存在する。以前は、ヒグマ、エゾリス、エゾモモンガ、ニホンイイズナ、ニホンカワウソ、ニホンアシカ、ヒレナガゴンドウも生息していたが現在では絶滅した。礼文島はかつてのニホンアシカの生息地の一つで、縄文時代からニホンアシカの狩りが行なわれていたが竹島以外での最後の記録はこの島での1974年（昭和49年）の記録である。また、ヒレナガゴンドウを対象とした狩猟が12世紀ごろまで行われていたが、この種が国内で出土しているのは本島と千葉県のみである。現在、鰭脚類ではトドやゴマフアザラシなどが棲息する。トドは環境省により絶滅危惧種に指定されているが、漁業被害を考慮し捕殺が行われている。クジラ類も現在では滅多に見られなくなったが、ミンククジラ、ツチクジラ、オウギハクジラ、シャチ、カマイルカ、イシイルカ、ネズミイルカなどは時節確認され、シロイルカも稀にだが来遊する。考古学上での発見や捕獲記録から、捕鯨時代の以前はコククジラやセミクジラ、ザトウクジラ、ナガスクジラなどの大型種も豊富だったと思われる。
エゾアカガエル、ニホンザリガニも少数ながら現存する。
蛇は島内に生息していない。

### 植物相
針葉樹のほとんどはトドマツ。落葉広葉樹はダケカンバ、オノエヤナギ、低標高では海抜20メートルからハイマツが見られる。草原にはチシマザサ、クマイザザサが分布している。樹林下のササはネマガリダケとよばれるほど大きくなり、ツタウルシに覆われていることも多い。花類は、レブンソウ、レブンウスユキソウ、レブンアツモリソウ、チョウノスケソウ、フタナミソウ、レブンコザクラ、レブンハナノシブ、チシマフウロ、レブンカラマツ等が見られる。

## 歴史
- 島の形成は新生代第三紀或いはそれ以前とされている。
- 先史時代のオホーツク文化期の遺跡が香深井や船泊で発見されている。
- アイヌ時代のチャシ跡が確認されている。
- 1456年（康正2年） - 香深井アイヌと磯谷アイヌの戦いが現在の桃岩付近で起きた。
- 1685年（貞享2年） - 松前藩直轄のソウヤ場所の付属場所となる。
- 1765年（明和2年） - 礼文、利尻、宗谷が独立場所となる。
- 1819年（文政2年） - 藤野伊兵衛が松前藩宗谷場所の請負人となる。
- 1846年（弘化3年） - 陸奥国三厩村（現青森県）から移り住んだ柳谷万之助が尺忍（香深）に渡島漁場を開く[19]。
- 1885年（明治18年） - 小樽－利尻－礼文間に航路が開かれる。以後の詳細は香深港を参照。
- 1919年（大正8年）頃 - 石炭を採取。
- 1924年から1926年にかけて千島列島の新知島から野ネズミ駆除と毛皮養殖目的で移入したベニギツネが感染源となり、1963年頃までに約200人の島民がエキノコックス症で死亡した。キツネ狩りによりキツネを根絶した結果、エキノコックス症も根絶され、現在では非汚染地域となっている[20]。
- 1948年（昭和23年） - 5月9日に金環日食の中心線が礼文島を通り、戦後間もないこの時期に多くの専門・アマチュア天文学者が訪問[21]。

## 観光
冷涼な気候のため、最高峰の礼文岳 (490メートル) から島の西半分にかけてはレブンアツモリソウなど約300種類の高山植物が分布する。東部では礼文水道を挟み、向かいの利尻富士を眺める。これらの自然と海産物が主要な観光資源である。
最北部スコトン岬（須古頓岬）から西岸沿いを縦断するトレッキングコース「愛とロマンの8時間コース」や「岬めぐりコース（旧花の4時間コース）」「フラワーロード」などの高山植物を観察できるコースが整備されている。礼文滝などあまり人が訪れない景勝地もあるが、それらの経路は途中危険個所が存在する場合もあるので、前述の各トレッキングコースを訪れる場合と同様に地元自治体（礼文町）や自然ガイドの発する情報、指示に従った十分な安全対策が必要である。
南西部には地理の項で述べた桃岩、地蔵岩に加え、猫岩といった奇岩や高山植物の群落を見られる景勝地が点在しており、前述のスコトン岬などと並び、観光バスのルートに組み込まれることが多い。
2007年に温泉（礼文島温泉）の掘削に成功した。近年は船泊湾など島の北端を中心に野生のアザラシが生息しており一年中観察することが出来る。トド島（海驢島、とどじま）名の由来となったトドも、捕獲圧のために数は少ないが稀に現れる。
礼文島には富士見ヶ丘スキー場、久種湖畔スキー場の2か所スキー場がある。このうち久種湖畔スキー場は、日本最北端のスキー場であり、久種湖は日本が実効支配している地域では最北端の湖であり、湖畔にキャンプ場が整備されている。
島内の各漁港のテトラポッドではクロソイ・ガヤ・カジカ・アイナメ等が釣れる。

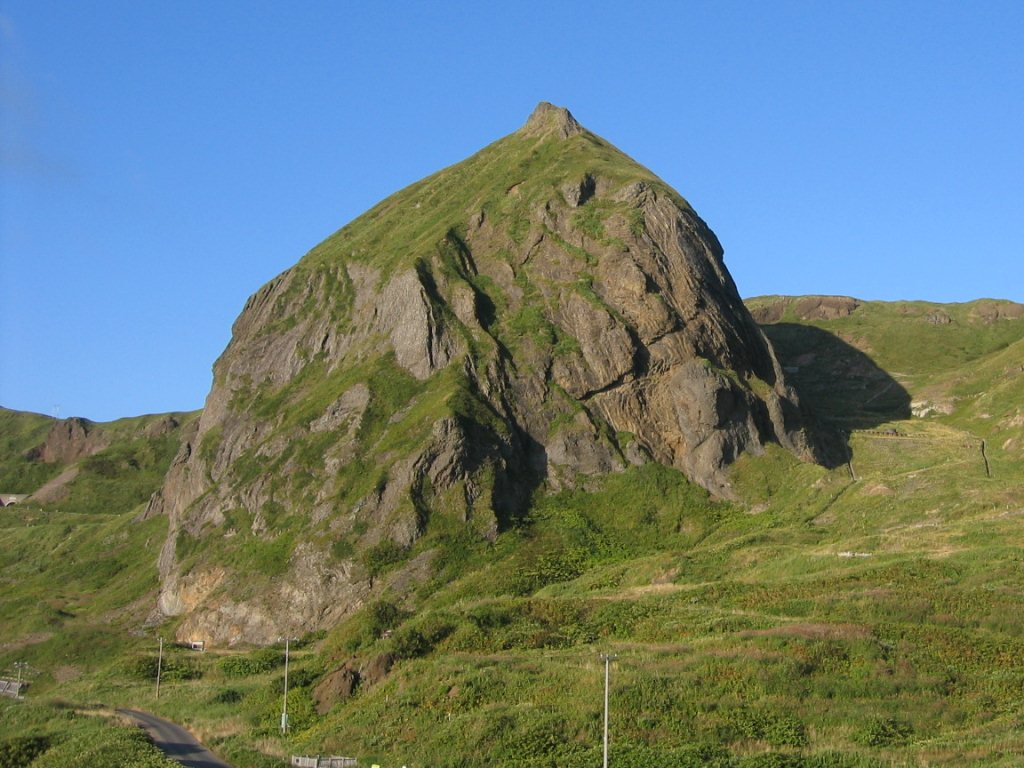
桃岩
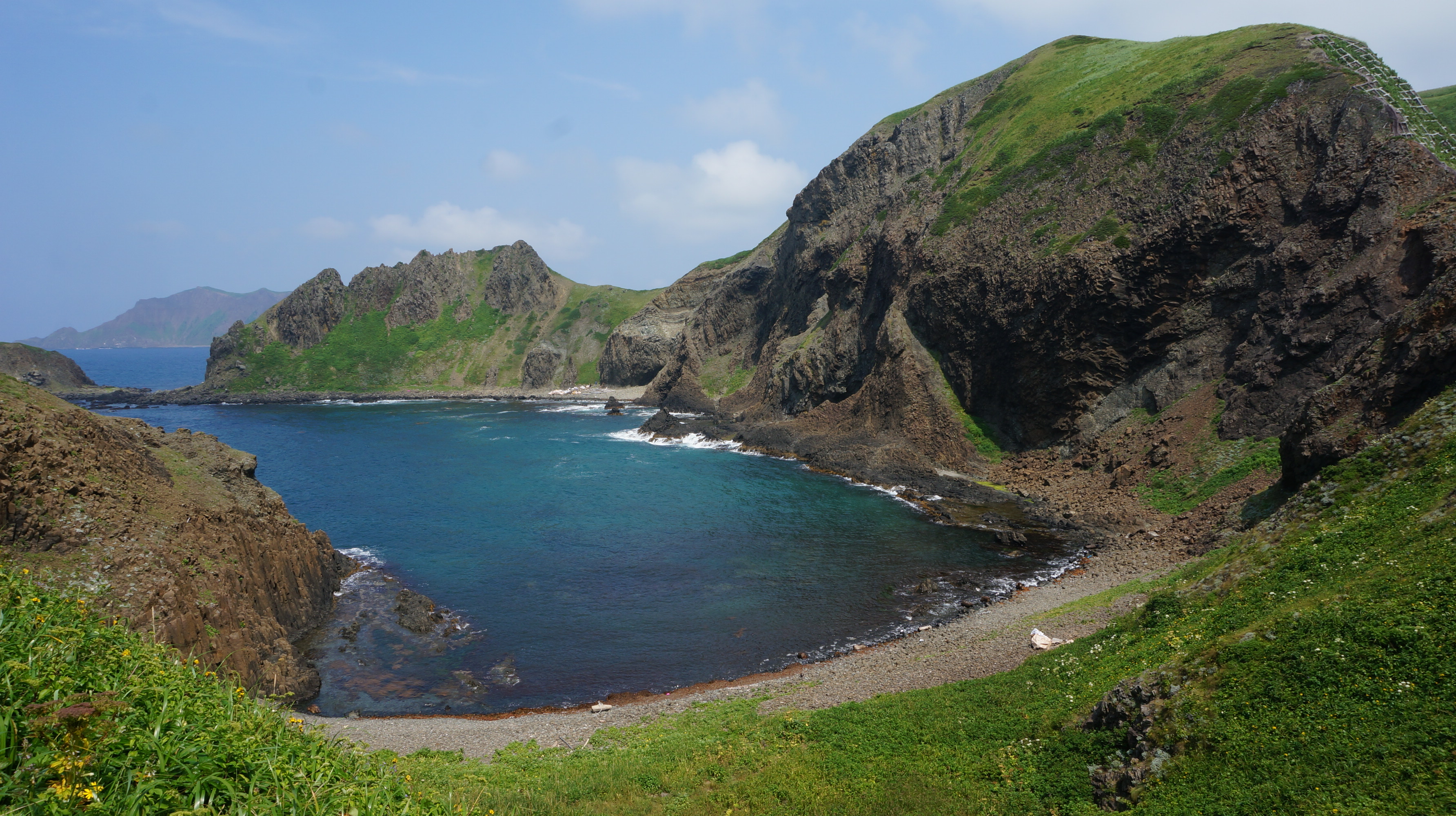
澄海岬
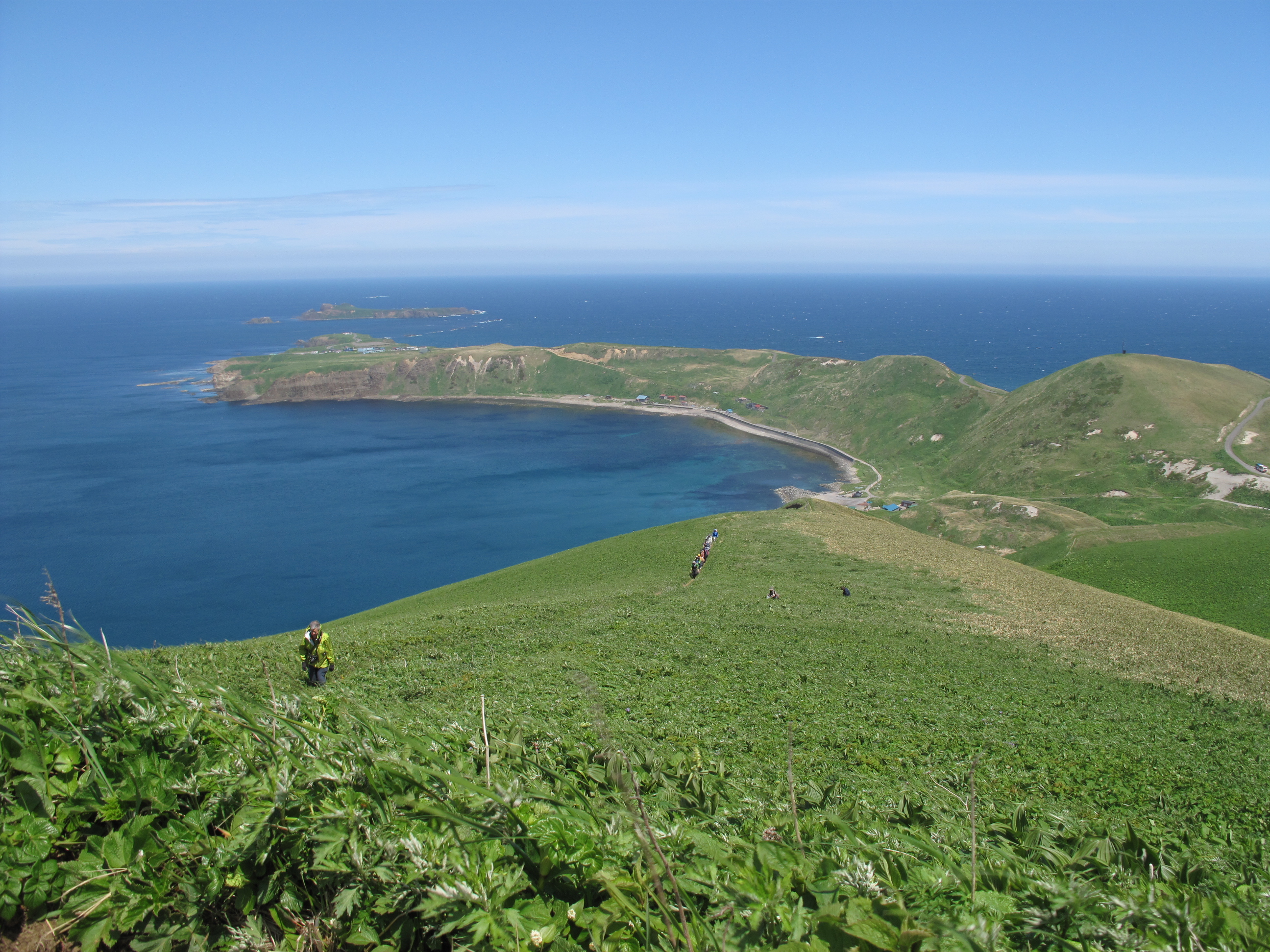
ゴロタ岬から見たスコトン岬とトド島
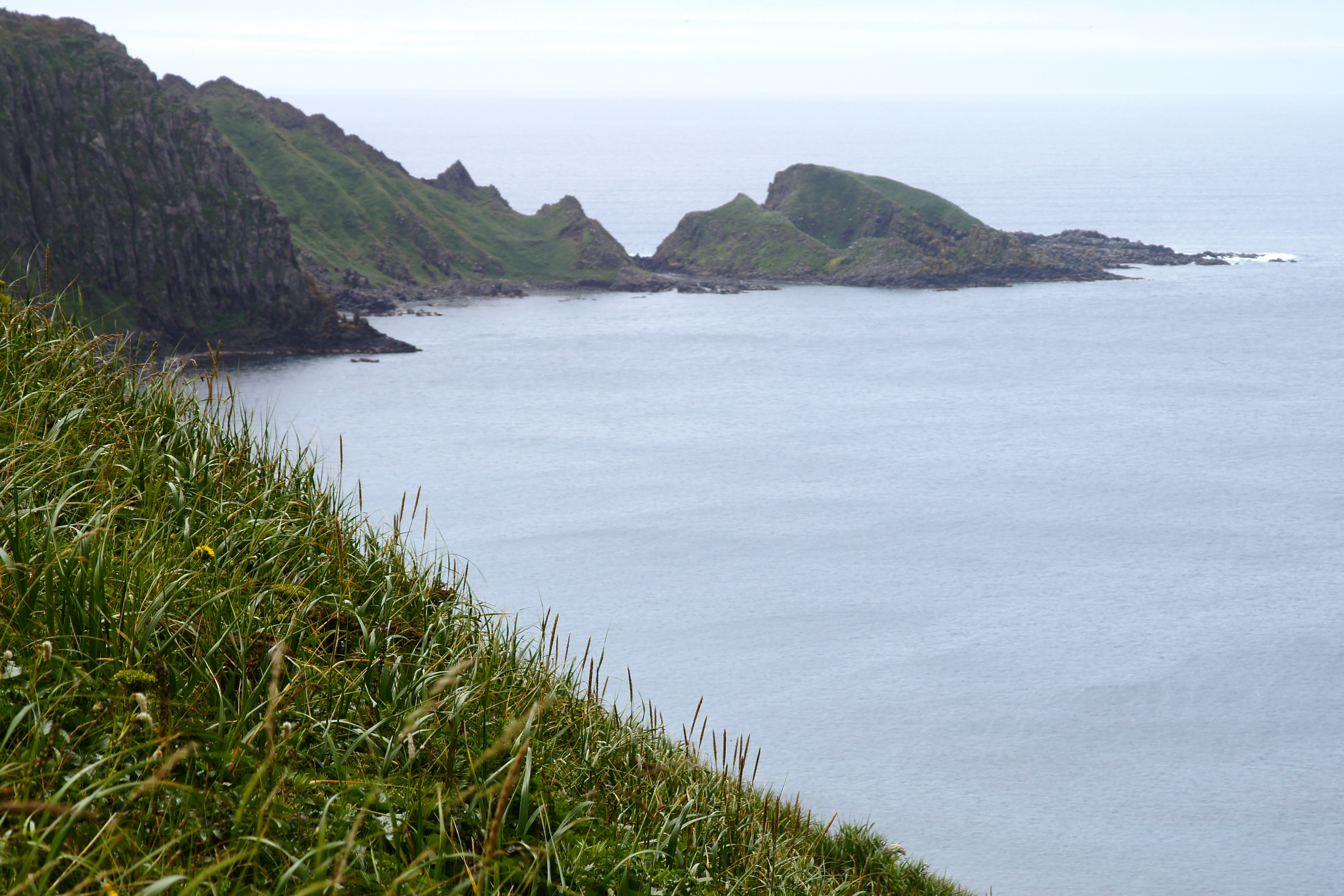
ゴロタ岬
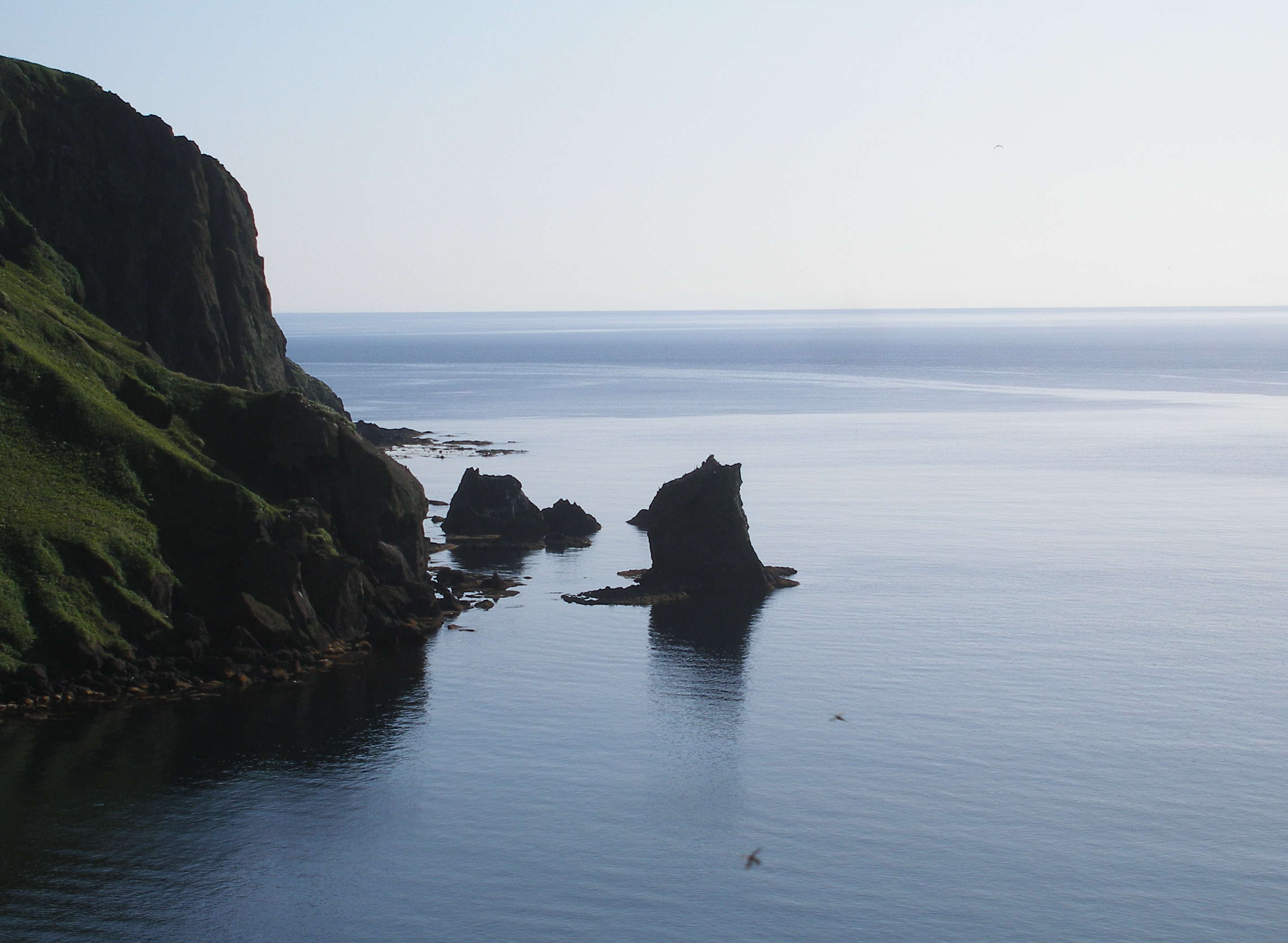
元地海岸と猫岩
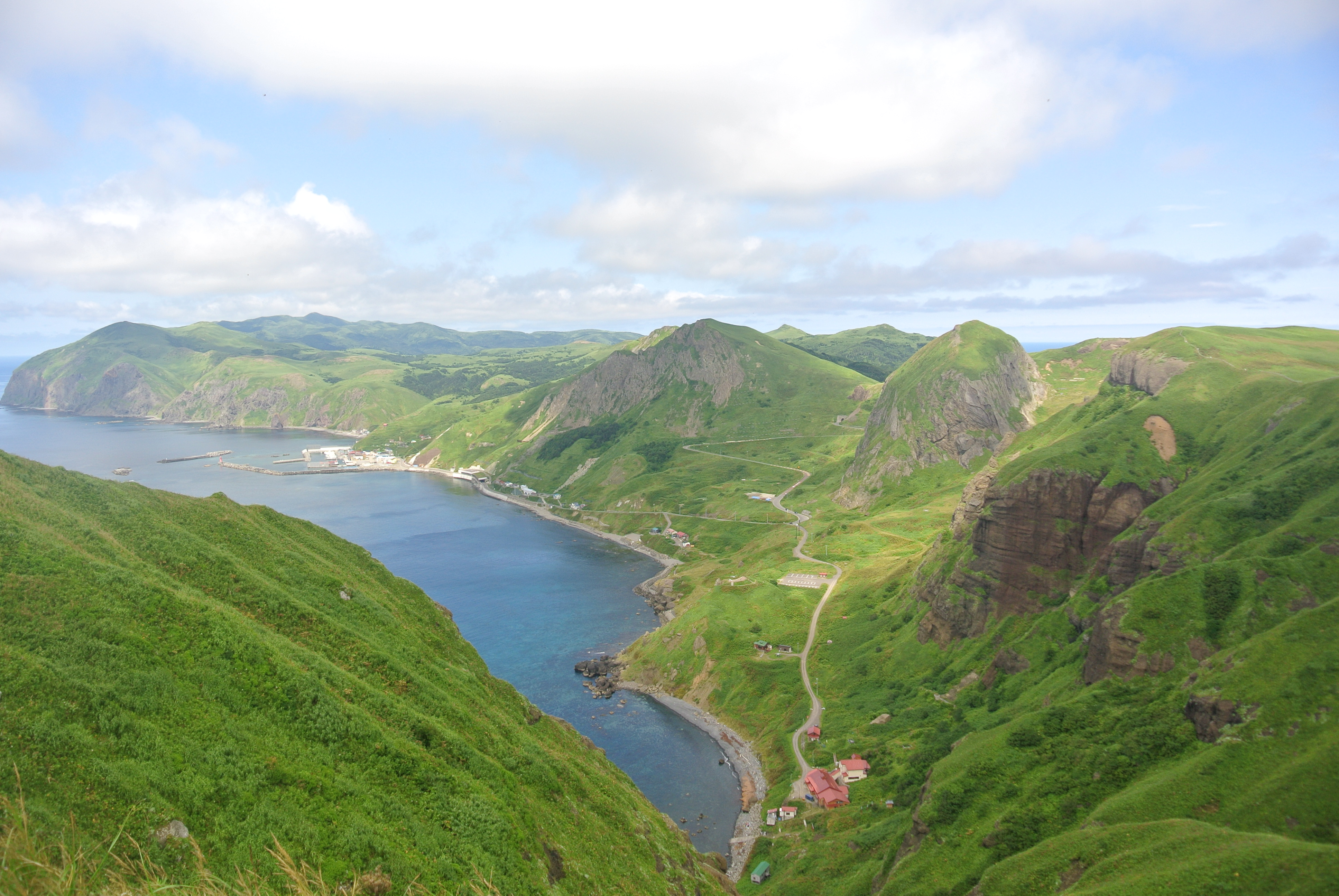
桃岩荘

## アクセス

### 航路
香深港
- ハートランドフェリー（旧・東日本海フェリー）
  - 稚内港 所要2時間5分 - 2時間50分、2 - 5便/日
  - 鴛泊港 所要40分、1 - 2便/日
  - 沓形港 所要40分、2便/日（5 - 9月のみ）

### 空路
礼文空港（2009年(平成21年)4月9日から2026年(令和8年)3月31日まで運用休止）。
2003年（平成15年）4月以降定期便は未就航。

## 参考資料
- 財団法人日本離島センター『SHIMADAS（シマダス）』1998年。
- 梅沢俊『利尻・礼文を歩く』山と渓谷社、1997年。
- 『地球の歩き方 島旅04　利尻・礼文』(ダイヤモンド・ビッグ社、2016)。